# Laboratório de Radiação do MIT
O Laboratório de Radiação, comumente chamado de Rad Lab, ficava localizado no Instituto de Tecnologia de Massachusetts (MIT) em Cambridge, Massachusetts, e funcionou de outubro de 1940 até 31 de dezembro de 1945. Alfred Lee Loomis, um físico e milionário que liderou seu próprio laboratório privado, selecionou o local para o funcionamento no campus, o nomeou Laboratório de Radiação do MIT e arranjou financiamento para ele até que o dinheiro federal fosse alocado. Foi formado pelo Comitê de Pesquisa de Defesa Nacional (NDRC), uma comissão criada pelo presidente dos Estados Unidos, Franklin Delano Roosevelt, e Vannevar Bush como seu presidente. Em 1941, a NDRC foi ampliada para se tornar o Escritório de Pesquisa e Desenvolvimento Científico (OSRD), com Bush permanecendo como presidente. Lee Alvin DuBridge atuou como diretor do Rad Lab. Esta instalação foi responsável pelo desenvolvimento da maioria dos radares de microondas utilizados pelos Estados Unidos durante a Segunda Guerra Mundial, incluindo o radar H2X usado para bombardeio e as melhorias subsequentes à tecnologia inicial desse aparelho.
O Rad Lab também desenvolveu o Loran-A, o primeiro sistema mundial de radionavegação, originalmente conhecido como "LRN" para Loomis Radio Navigation, em homenagem a Alfred Lee Loomis, que o inventou e desempenhou um papel crucial na pesquisa e desenvolvimento militar durante a Segunda Guerra. Permaneceu como o sistema de navegação de longo alcance mais utilizado até ser gradualmente substituído pelo Loran-C. O Loran-A foi descontinuado pelos Estados Unidos em 1980.

## Formação

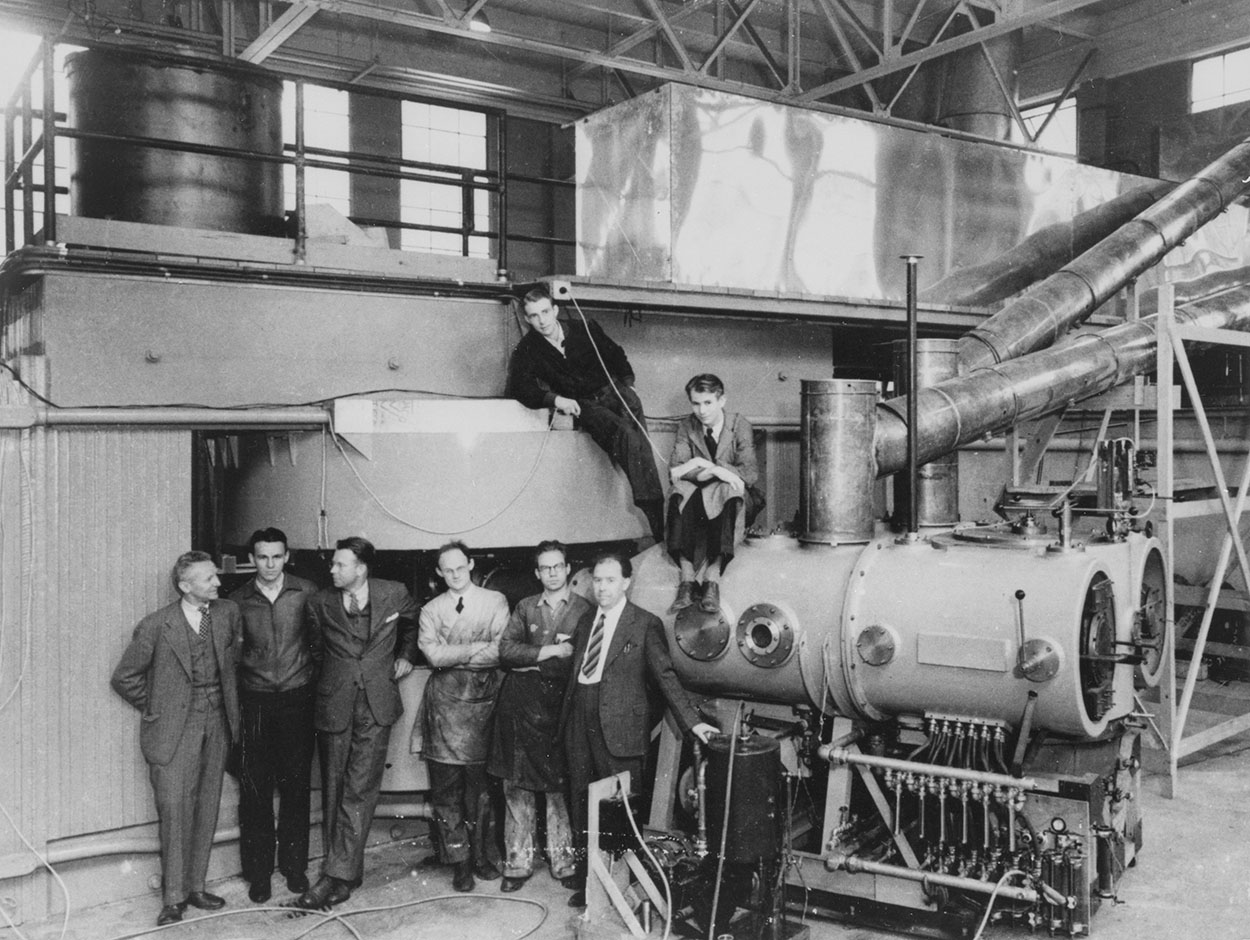
Um cíclotron de 60 polegadas (1,52 metros) logo após sua conclusão em 1939. As figuras-chave no seu desenvolvimento e utilização são mostrados, de pé, da esquerda para a direita: D. Cooksey, D. Corson, E. Lawrence, R. Thornton, J, Backus, W.S. Sainsbury. No fundo estão Luis Walter Alvarez e Edwin McMillan.

O nome "Laboratório de Radiação", escolhido por Loomis quando selecionou o prédio no campus do MIT, foi intencionalmente enganoso, embora obliquamente correto em que o radar usa radiação em uma porção do espectro eletromagnético. Foi escolhido para implicar que a missão do laboratório era similar àquela do laboratório da radiação de Ernest Lawrence na Universidade da Califórnia em Berkeley; Isto é, que empregava cientistas para trabalhar na pesquisa da física nuclear. Na época, a física nuclear era considerada relativamente teórica e inaplicável ao equipamento militar, como era antes do início do desenvolvimento da bomba atômica.
Ernest Lawrence foi um participante ativo na formação do Rad Lab e recrutou pessoalmente muitos membros-chave do pessoal inicial. A maioria dos funcionários seniores foram físicos Ph.Ds que vieram de cargos universitários. Eles geralmente não tinham mais do que um conhecimento acadêmico de microondas, e quase nenhuma experiência envolvendo desenvolvimento de hardware eletrônico. Sua capacidade, entretanto, de atacar problemas complexos de quase qualquer tipo era excelente. Posteriormente, nove membros da equipe foram os destinatários do Prêmio Nobel por suas outras realizações.
Em junho de 1941, a NDRC tornou-se parte do novo Escritório de Pesquisa e Desenvolvimento Científico (OSRD), também administrado por Vannevar Bush, que relatou diretamente ao Presidente Roosevelt. O OSRD teve acesso quase ilimitado a fundos e recursos, com o Rad Lab recebendo uma grande parcela de pesquisa e desenvolvimento de radar. A partir de 1942, o Projeto Manhattan absorveu vários físicos do Rad Lab em Los Alamos e as instalações de Lawrence em Berkeley. Isso foi simplificado por Lawrence e Loomis estarem envolvidos em todos esses projetos.

## Operação
O Laboratório de Radiação abriu oficialmente em novembro de 1940, usando 370 m2 de espaço no Edifício 4 do MIT e menos de 500 000 dólares do financiamento inicial da NDRC. Além do diretor, Lee DuBridge, Isidor Isaac Rabi foi o vice-diretor de assuntos científicos, e F. Wheeler Loomis (sem relação com Alfred Loomis) foi vice-diretor de administração. Edward George Bowen foi designado como representante da Grã-Bretanha.

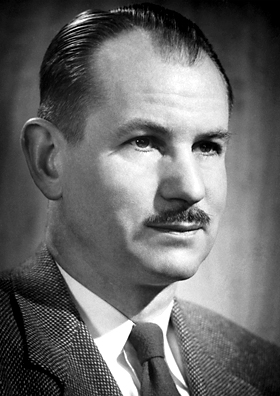
Edwin McMillan participou do projeto de radar de microondas do Laboratório de Radiação do MIT.

No Projeto 1, liderado por Edwin Mattison McMillan, foi construído um conjunto com uma antena usando um refletor parabólico de 76 cm. Este, o primeiro radar de microondas construído na América, foi testado com sucesso em um avião em 27 de março de 1941. Foi então levado à Grã-Bretanha por Taffy Bowen e testado em comparação com um aparelho de 10 cm sendo desenvolvido lá.
Para o Projeto 2, foi selecionado um refletor parabólico de 1,2 a mais de 1,8 m de largura em um suporte giratório. Além disso, este conjunto usaria um computador eletro-mecânico (chamado Predictor-correlator) para manter a antena voltada para um alvo adquirido. Ivan Getting serviu como o líder do projeto. Sendo muito mais complicado do que a Intercepção do Ar e exigido ser muito resistente para o uso em campo, um apontador de armas projetado não foi terminado até dezembro de 1941. Este foi eventualmente encaminhado como o ubíquo SCR-584, primeiro ganhando atenção dirigindo o fogo antiaéreo que derrubou cerca de 85 por cento das bombas voadoras alemãs V-1, que atacavam Londres.
O Projeto 3, um sistema de navegação de longo alcance, era de particular interesse da Grã-Bretanha. Eles tinham um sistema de navegação hiperbólica existente, chamado GEE, mas era inadequado, tanto em alcance como precisão, para apoiar aeronaves durante bombardeios em alvos distantes na Europa. Quando informado pela Missão Tizard sobre o GEE, Alfred Loomis conceituou pessoalmente um novo tipo de sistema que superaria as deficiências do GEE, e o desenvolvimento de seu LORAN (sigla de Long Range Navigation) foi adotado como um projeto inicial. A Divisão LORAN foi criada para o projeto e chefiada por Donald Glen Fink. Operando na porção de baixa frequência do espectro de rádio, o LORAN foi o único projeto não-microondas do Rad Lab. Incorporando os principais elementos do GEE, o LORAN foi altamente bem sucedido e benéfico para o esforço de guerra. Ao final das hostilidades, cerca de 30% da superfície terrestre estava coberta por estações LORAN e usada por 75 mil aeronaves e embarcações de superfície.
Um tipo radicalmente diferente de antena para sistemas de banda X foi inventado por Luis Walter Alvarez e usado em três novos sistemas: um radar de mapeamento aerotransportado chamado Eagle, um sistema de aterramento cego Abordagem de Controle de Solo (GCA), e um sistema terrestre de Alerta de Microondas (MEW). Os dois últimos foram muito bem sucedidos e transferidos para aplicações pós-guerra. O Eagle eventualmente foi convertida em um radar de mapeamento muito eficaz chamado H2X, ou Mickey, e usado pelo Corpo Aéreo do Exército e pela Marinha dos Estados Unidos, bem como a Força Aérea Real britânica.
O mais ambicioso trabalho do Rad Lab com significado a longo prazo foi o Projeto Cadillac. Dirigido por Jerome Wiesner, o projeto envolveu um radar de alta potência transportado em um casulo sob uma aeronave TBM Avenger e um Centro de Informação de Combate a bordo de um porta-aviões. O objetivo era um Sistema Aéreo de Alerta e Controle, proporcionando à Marinha norte-americana uma capacidade de vigilância para detectar aeronaves inimigas de baixa altitude em um alcance superior a 161 km. O projeto foi iniciado em um nível baixo em meados de 1942, mas com o advento posterior de ameaças de Kamikaze japoneses no Teatro de Operações do Pacífico, o trabalho foi muito acelerado, envolvendo 20% do pessoal do Rad Lab. Um protótipo voou em agosto de 1944, e o sistema entrou em operação no início do ano seguinte. Embora fosse tarde demais para afetar o esforço final de guerra, o projeto lançou as bases para desenvolvimentos significativos nos anos seguintes.

## Oclusão
Quando o Laboratório de Radiação fechou, o OSRD concordou em continuar o financiamento à Divisão de Pesquisa Básica, que oficialmente se tornou parte do MIT em 1º de julho de 1946, como o Laboratório de Pesquisa de Eletrônica no MIT (RLE). Outras pesquisas em tempo de guerra foram retomadas pelo Laboratório de Ciência Nuclear do MIT, que foi fundado ao mesmo tempo. Ambos os laboratórios ocuparam principalmente o Edifício 20 até 1957. Com a criptografia e os esforços criptográficos centrados em Bletchley Park e Arlington Hall, e o Projeto Manhattan, o desenvolvimento de radares de microondas no Laboratório de Radiação representa um dos esforços tecnológicos mais significativos, secretos e excepcionalmente bem-sucedidos gerados pelas relações anglo-americanas na Segunda Guerra Mundial. O Laboratório de Radiação foi nomeado IEEE Milestone em 1990.

### Geral
- Baxter, James Phinney, III; Scientists Against Time, MIT Press, 1968
- Bowen, E. G.; Radar Days, Inst. of Physics Publishing, 1987
- Brittain, James E.; "The Magnetron and the Beginning of the Microwave Age," Physics Today, vol. 73, p. 68, 1985
- Guerlac, Henry E.; Radar in World War II, American Inst. of Physics, 1987
- Page, Robert Moris; The Origin of Radar, Anchor Books, 1962
- Stewart, Irvin; Organizing Scientific Research for War; Administrative History of the OSRD, Little, Brown, 1948
- Watson, Raymond C., Jr.; Radar Origins Worldwide, Trafford Publishing, 2009
- Willoughy, Malcom Francis; The Story of LORAN in the U.S. Coast Guard in World War II, Arno Pro, 1980
- Zimmerman, David; Top Secret Exchange: the Tizard Mission and the Scientific War, McGill-Queen's Univ. Press, 1996